# Konvicted
Konvicted je druhé studiové album senegalsko-amerického R&B zpěváka Akona. Album bylo vydáno v listopadu 2006. Později bylo nominováno na čtyři ceny Grammy. Nejúspěšnějšími singly z alba jsou písně "I Wanna Love You" (ft. Snoop Dogg) a "Don't Matter".

## Po vydání
Debutovalo na druhé příčce žebříčku Billboard 200 s 284 000 prodanými kusy v první týden prodeje v USA. Celkem se alba prodalo na tři miliony kusů v USA, čímž získalo certifikaci 3x platinová deska od společnosti RIAA. Úspěch zaznamenalo i v dalších zemích.

## Tracklist
| #  | Píseň                 | Host(é)    | Producent(i)     | Délka |
| -- | --------------------- | ---------- | ---------------- | ----- |
| 1  | "Shake Down"          |            | Giorgio Tuinfort | 3:52  |
| 2  | "Blown Away"          | Styles P   | Giorgio Tuinfort | 3:29  |
| 3  | "Smack That"          | Eminem     | Eminem           | 3:37  |
| 4  | "I Wanna Love You"    | Snoop Dogg | Akon             | 4:07  |
| 5  | "The Rain"            |            | Akon             | 3:27  |
| 6  | "Never Took the Time" |            | Akon             | 3:57  |
| 7  | "Mama Africa"         |            | Akon             | 4:26  |
| 8  | "I Can't Wait"        | T-Pain     | Akon             | 3:46  |
| 9  | "Gangsta Bop"         |            | Troo.L.S.        | 4:07  |
| 10 | "Tired of Runnin'"    |            | Akon             | 4:33  |
| 11 | "Once In a While"     |            | Akon             | 3:57  |
| 12 | "Don't Matter"        |            | Akon             | 4:52  |

### Deluxe Edition
- 13. "Sorry, Blame It on Me"
- 14. "Rush" (ft. Kardinal Offishall)
- 15. "Don't Matter (Calypso Remix)"
- 16. "Gringo"

## Samply
- Píseň "Mama Africa" obsahuje části písně "Dem Gone" od zpěváka Gentleman.
- Píseň "Tired of Runnin'" obsahuje části písně "(If Loving You Is wrong) I Don't Want to Be Right" od zpěváka Bobby Bland.
- Píseň "Once in a While" obsahuje části písně "I'd Be So Happy" od skupiny Three Dog Night.
- Píseň "Don't Matter" obsahuje části písní "Ignition" od zpěváka R. Kelly a "Zimbabwe" od Bob Marley.